# Rebecca Watson
Rebecca Watson (18 de octubre de 1980) es una escritora, bloguera y participante en pódcast estadounidense. Es la fundadora de Skepchick y participa en el podcast The Skeptics' Guide to the Universe con Steven Novella, Bob Novella, Jay Novella y Evan Bernstein (anteriormente con Perry DeAngelis). Participó en el podcast Little Atoms.

## Carrera

### Skepchick
Rebecca Watson fundó Skepchick en 2005 describiéndola como una organización dedicada a promover el escepticismo y el pensamiento crítico entre las mujeres del mundo." En sus inicios el sitio consistía en una revista mensual digital y un foro de discusión. Skepchick Magazine arrancó el 15 de enero de 2006.
En 2006 publicó The Skepchick Calendar, un calendario que tenía fotografías de mujeres del movimiento escéptico para cada mes. Se publicaron calendarios en los años siguientes, incluyendo Skepdude Calendars desde 2007.
El 12 de febrero de 2006 Watson creó el blog Memoirs of a Skepchick, como un añadido al magazine.
Finalmente el blog terminó llamándose Skepchick. Skepchick Magazine terminó su publicación en julio de 2006. En el blog estriben habitualmente otros 14 blogueros, incluyendo un hombre.

### The Skeptics' Guide to the Universe
The Skeptics' Guide to the Universe es un pódcast semanal dirigido por Steven Novella. Es el podcast oficial de la New England Skeptical Society, y se produce conjuntamente con la James Randi Educational Foundation.
El programa trata de mitos, teorías conspirativas, seudociencias, lo paranormal y leyendas desde el punto de vista del escepticismo científico y el pensamiento crítico. También aborda desarrollos científicos de vanguardia. El programa ha sido beligerante con la seudociencia en la medicina, la homeopatía y los movimientos antivacunas.
Watson participó en The Skeptics' Guide to the Universe por primera vez en el episodio 33 del 9 de marzo de 2006, donde fue entrevistada por su trabajo en Skepchick.
Se incorporó como miembro habitual del podcast en el episodio 36 del 29 de marzo de 2006. Ella dejó de participar del programa en 27 de diciembre de 2014.

#### Predicciones
En el primer programa del podcast de cada año cada uno de sus miembros hace unas predicciones sobre las personalidades que fallecerán en ese año. Esto se hace como parodia de las predicciones de los videntes y adivinos.
En los programas de comienzo de año Rebecca Watson predijo la muerte de:
- Michael Jackson (25 de junio de 2009) en el episodio 181 (minuto 19:15) del 7 de enero de 2009. Comentado en el episodio 233 (minuto 3:00) del 6 de enero de 2010 y en el episodio 286 (minuto 14:30) del 5 de enero de 2011. Predijo su muerte con 169 días de antelación. Michael Jackson murió a los 50 años.[10]

El miembro del podcast que más se acercó fue Jay Novella que predijo la muerte de:
- Amy Winehouse (23 de julio de 2011) en el episodio 233 (minuto 3:45 y 14:25) del 6 de enero de 2010. Comentado en el episodio 286 (minuto 16:00) del 5 de enero de 2011. Predijo su muerte con 562 días de antelación. Amy Winehouse murió a los 27 años.[10]

### The Public Radio Talent Quest
En mayo de 2007 Watson participó en el concurso The Public Radio Talent Quest, que buscaba nuevos presentadores para la radio pública.
El concurso recibió más de 1400 solicitudes.
Watson ganó el voto popular en todas las rondas y fue uno de tres ganadores que recibió 10000 dólares para producir un programa de radio piloto.
El programa piloto de una hora se llamó Curiosity, Aroused y se centró en la ciencia y el escepticismo.
Contenía entrevistas con Richard Saunders y Richard Wiseman, autor de Quirkology y profesor de Public Understanding of Psychology en la University of Hertfordshire. También investigó la existencia de trazas de plomo en las barras de labios , fue a una búsqueda de fantasmas en Boston y visitó una feria de videntes.
De los tres ganadores del concurso su programa fue el único que no llegó a emitirse como programa regular durante un año de la Corporation for Public Broadcasting.

## Vida personal
El 11 de julio de 2009 se casó con Sid Rodrigues en una ceremonia sorpresa durante The Amaz!ng Meeting 7.
El 8 de abril de 2011 Rebecca Watson anunció que se divorciaba de Sid Rodrigues.

## Honores
Un asteroide que gira alrededor del Sol descubierto el 22 de marzo de 2001 por David H. Healy fue bautizado (153289) Rebeccawatson en su honor.